# جيري زاكر
جيري زاكر (بالإنجليزية: Jerry Zucker)‏ هو مخرج سينمائي أمريكي ولد في 11 مارس 1950 في ميلووكي، ويسكنسن، تخرج من مدرسة شيروود الثانوية وهو شقيق المخرج ديفيد زاكر.
استهل جيري حياته المهنية بالاشتراك في إخراج فيلم (!Airplane) عام 1980، (!Top secret) عام 1984 و(Ruthless People) عام 1986. آخر أعماله الإخراجية كان فيلم (Rat Race) عام 2001.

## أعماله
| السنة | الفيلم                               | مخرج | منتج | كاتب سيناريو |
| ----- | ------------------------------------ | ---- | ---- | ------------ |
| 1977  | كينتاكي فرايد                        |      |      | Yes          |
| 1980  | الطائرة!                             | Yes  |      | Yes          |
| 1984  | السر الكبير                          | Yes  |      | Yes          |
| 1986  | شعب عديم الرحمة                      | Yes  |      |              |
| 1988  | السلاح العاري: من ملفات فرقة الشرطة! | Yes  |      |              |
| 1990  | شبح (فيلم 1990)                      | Yes  |      |              |
| 1991  | السلاح العاري 2½: رائحة الخوف        | Yes  |      |              |
| 1994  | السلاح العاري 33⅓: الإهانة الأخيرة   |      |      | Yes          |
| 1995  | أول فارس                             | Yes  | Yes  |              |
| 2001  | سباق الفئران                         | Yes  | Yes  |              |
| 2010  | لعبة عادلة (فيلم)                    |      | Yes  |              |
| 2011  | أصدقاء مع امتيازات (فيلم)            |      | Yes  |              |

## وصلات خارجية
- جيري زاكر على موقع IMDb (الإنجليزية)
- جيري زاكر على موقع مونزينجر (الألمانية)
- جيري زاكر على موقع ألو سيني (الفرنسية)
- جيري زاكر على موقع أول موفي (الإنجليزية)
- جيري زاكر على موقع بوكس أوفيس موجو (الإنجليزية)
- جيري زاكر على موقع قاعدة بيانات الأفلام السويدية (السويدية)
- جيري زاكر على موقع إن إن دي بي (الإنجليزية)
- جيري زاكر على موقع ديسكوغز (الإنجليزية)
- جيري زاكر على موقع قاعدة بيانات الفيلم (الإنجليزية)
- جيري زاكر على موقع كينوبويسك (الروسية)

صفحة جيري زاكر في موقع قاعدة بيانات الأفلام على الإنترنت.